# Шаблій Олег Миколайович
Олег Миколайович Шаблій (18 червня 1935, с. Чернихів Зборівського району Тернопільської області, Україна — 31 січня 2016, м. Тернопіль, похований у рідному селі) — український учений у галузі механіки (механіка деформівного твердого тіла), математичного моделювання, теорії конструювання джерел нагріву, теорії конструювання засобів інформаційних технологій, педагог, громадський діяч. Дійсний член Академії інженерних наук України (від 1991 р.).

## Освіта
У 1958 р. закінчив Львівський державний університет імені Івана Франка, механіко-математичний факультет, за спеціальністю «Механіка».

## Науковий ступінь
У 1964 р. захистив кандидатську дисертацію.
У 1973 р. захистив докторську дисертацію на тему «Деякі задачі граничної рівноваги та напруженого деформування асиметричних оболонок обертання і пластин» за спеціальністю механіка деформівного твердого тіла (фізико-математичні науки).

## Наукові інтереси
Механіка деформівного твердого тіла, математичне моделювання, теорія конструювання джерел нагріву, теорія конструювання засобів інформаційних технологій.
За час роботи опублікував понад 130 статей, взяв участь у більш як 50 наукових конференціях. Під його керівництвом було захищено більше 15 дисертацій на здобуття наукового ступеня кандидата та доктора фізико-математичних та технічних наук.

## Професійна діяльність
У 1961—1963 рр. — асистент кафедри теоретичної механіки Тернопільського механіко-технологічного факультету Львівського політехнічного інституту.
У 1963—1964 рр. — старший викладач кафедри теоретичної механіки Тернопільського механіко-технологічного факультету Львівського політехнічного інституту.
У 1964—2016 рр. — доцент, завідувач кафедри теоретичної механіки Тернопільського механіко-технологічного факультету Львівського політехнічного інституту.
У 1976—2016 рр. — професор, завідувач кафедри інформатики та математичного моделювання ТНТУ імені Івана Пулюя.
У 1985—1991 рр. — директор Тернопільського філіалу Львівського політехнічного інституту.
У 1991—2007 рр. — ректор Тернопільського державного технічного університету імені Івана Пулюя.
У 2007—2010 рр. — проректор по зв'язках з виробництвом Тернопільського державного технічного університету імені Івана Пулюя.

## Основні наукові публікації
- Патент України № 40547, С21Д1/10. Спосіб обробки виробів із сталі. Шаблій О. М., Пулька Ч. В., Василюк П. М. (Україна) Опубл. Бюл. № 6 від 16.07.2001 р.
- Шаблій О. М., Гащин Н. Б. Посадка кільцевого диска на круглий вал з використанням теплових джерел сталої питомої потужності. — Львів: Машинознавство, 2001. — № 8. — С. 6-9.
- Шаблій О. М., Гащин Н. Б. Охолодження кільцевого диска після посадки його на жорсткий вал // Розробка та розвідка нафтових і газових родовищ. Всеукраїнський науково-технічний журнал. — 2002. — № 1. — С. 26-30.
- Шаблій О .М., Пулька Ч. В. Дослідження індукційного наплавлення тонких фасонних дисків з використанням магнітопроводу // Вісник Тернопільського державного технічного університету ім. Івана Пулюя. — 2002. — Т. 7, № 4. — С. 77-80.
- Шаблий О. Н., Пулька Ч. В., Письменный А. С. Оптимизация параметров индуктора для равномерного нагрева дисков по ширине зоны наплавки с учетом экранирования // Автомат. сварка. — 2002. — № 11. — С. 24-26.
- Патент України № 55349, В23К 13/00. Спосіб наплавлення тонкостінних фасонних дисків. Пулька Ч. В., Шаблій О. М., Будзан Б. П., Скочило В. М. (Україна). — Опубл. Бюл. № 3 від 17.03.2003 р.
- Патент України № 55346, В23К 13/00. Пристрій для наплавлення плоских тонкостінних деталей. Пулька Ч. В., Шаблій О. М., Будзан Б. П. (Україна). — Опубл. Бюл. № 3 від 17.03.2003 р.
- Патент 55346 України МПК В 23 К 13/00. Пристрій для наплавлення плоских тонкостінних деталей / Ч. В. Пулька, О. М. Шаблій, Б. П. Будзан (Україна). — Опубл. Бюл. № 3 від 17.03.2003 р.
- Шаблій О. М., Пулька Ч. В., Письменний О. С, Шарик М. В. Індуктори для наплавлення тонких фасонних дисків при мінімальних енергозатратах // Вісник Тернопільського державного технічного університету ім. Івана Пулюя. — 2003. — Т. 8. — № 3. — С. 48-53.
- Шаблій О. М., Пулька Ч. В., Шарик М. В. Вдосконалення обладнання для індукційного наплавлення ножів-гичкорізів // Вісник Тернопільського державного технічного університету ім. Івана Пулюя. — 2003. — Т. 8, № 1. — С. 36-43.
- Шаблий О. Н., Пулька Ч. В., Письменный А. С. Оптимизация индукционной наплавки тонких дисков с учетом теплового и электромагнитного экранирования // Автомат. сварка. — 2003. — № 9. — С. 22-25.
- Пристрій для регулювання потужності в зоні наплавлення. Деклараційний патент UA. № 58943А, 7 В23К13/00/Шаблій О. М, Пулька Ч. В., Михайлишин М. С. та ін. — № 2002119491; Заявл. 28.11.2002; Опубл. 17.11.2003, Бюл. № 11.
- Шаблий О. Н., Пулька Ч. В., Письменный А. С, Шарик М. В. Усовершенствование конструкции индукторов для индукционной наплавки тонких элементов деталей машин // Автомат. сварка. — 2004. — № 4. — С. 50-54.
- Шаблій О. М., Пулька Ч. В., Письменний О. С. Дослідження стійкості проти спрацювання наплавлених індукційним способом деталей сільськогосподарських машин // Вісник ТДТУ ім. Івана Пулюя. — 2004. — Т. 9, № 1. — С. 22-26.
- Шаблій О. М., Михайлишин М. С., Гладьо Ю. Б., Хоміцький Б. В. Дослідження температурного поля, що виникає в процесі термічного з'єднання пластмасових циліндричних оболонок // Тези доповідей дев'ятої науково-технічної конференції ТДТУ. — Тернопіль, 2005. — С. 5.
- Шаблій О. М., Михайлишин М. С., Пулька Ч. В. Дослідження залишкових напружень при індукційному наплавленні тонких сталевих дисків //Тези доповідей десятої науково-технічної конференції ТДТУ. — Тернопіль, 2006. — С. 3.
- Шаблій О. М., Гащин Н. Б., Гладьо Ю. Б., Хоміцький Б. В. Термічна посадка кільцевих дисків з врахуванням екранування електромагнітних полів //Тези доповідей десятої науково-технічної конференції ТДТУ. — Тернопіль, 2006. — С. 4.
- Шаблій О. М., Гащин Н. Б. Інженерний варіант дослідження оптимального нагріву. Вісник Тернопільського державного технічного університету. — Тернопіль, 2006. — Т. 11, № 3. — С. 7-9.
- Шаблій О. М., Гащин Н. Б. Технологічний процес посадки, шляхи економії. Вісник Тернопільського державного технічного університету. — Тернопіль, 2006. — Т. 11, № 3. — С. 17-19.
- Шаблій О. М., Пулька Ч. В. Математична модель оптимізації конструктивних параметрів нагрівальної системи з урахуванням комбінованого екранування теплових та електромагнітних полів // Вісник Тернопільського державного технічного університету. — Тернопіль, 2007. — Т. 12, № 2. — С. 66–76.
- Шаблій О. М., Пулька Ч. В., Михайлишин М. С. Математична модель остигання диска після наплавлення нагрівальною системою індуктор, тепловий та електромагнітний екрани // Вісник Тернопільського державного технічного університету. — Тернопіль, 2007. — Т. 12, № 3. — С. 176–183.
- Шаблій О. М., Михайлишин М. С., Гладьо Ю. Б., Хоміцький Б. В. Дослідження процесів з'єднання пластмасових та сталевих циліндричних оболонок // Тези доповідей одинадцятої науково-технічної конференції ТДТУ. — Тернопіль, 2007. — С. 3.
- Шаблій О. М., Пулька Ч. В., Береженко Б. М. Енергоощадна технологія індукційного наплавлення тонких елементів конструкцій із урахуванням екранування теплових та електромагнітних полів // Тези доповідей одинадцятої науково-технічної конференції ТДТУ. — Тернопіль, 2007. — С. 5.
- Шаблій О. М., Пулька Ч. В. Дослідження властивостей наплавленого металу, отриманого в нагрівальній системі (ІТЕЕ індуктор, тепловий та електромагнітний екрани) // Тези доповідей одинадцятої науково-технічної конференції ТДТУ. — Тернопіль, 2007. — С. 4.
- Шаблій О. М., Пулька Ч. В., Михайлишин М. С. Дослідження залишкових напружень, деформацій та переміщень при індукційному наплавленні тонких елементів конструкцій з урахуванням комбінованого екранування теплових та електромагнітних полів // Вісник Тернопільського державного технічного університету. — Тернопіль, 2007. — Т. 12, № 2. — С. 101–117.
- Шаблій О. М., Пулька Ч. В., Письменний О. С. Методика розрахунку нагрівальної системи індуктор-магнітопровід для наплавлення тонких елементів конструкцій // Вісник Тернопільського державного технічного університету. — Тернопіль, 2007. — Т. 12, № 3. — С. 38–46.
- Шаблій О. М., Пулька Ч. В. Методики експериментальних досліджень технологічних процесів індукційного наплавлення тонких елементів конструкцій // Вісник Тернопільського державного технічного університету. — Тернопіль, 2007. — Т. 12, № 4. — С. 69–78.
- [Архівовано 30 вересня 2014 у Wayback Machine.] Технологічні пристосування для індукційного наплавлення деталей сільськогосподарських машин / Шаблій О. М., Пулька Ч. В., Король О. І., Сенчишин В. С. // Вісник ТДТУ. — 2010. — Т. 15. — № 1. — С. 138-146. — (машинобудування, автоматизація виробництва та процеси механічної обробки).
- Шаблій О. Енергоощадна нагрівальна система для індукційного наплавлення тонкостінних елементів конструкцій [Архівовано 18 травня 2018 у Wayback Machine.] / О. Шаблій, Ч. Пулька, М. Базар // Вісник ТДТУ. — 2009. — Т. 14. — № 3. — С. 91–96. — (машинобудування, автоматизація виробництва та процеси механічної обробки).
- Шаблій О., Пулька Ч. Дослідження мікроструктури і властивостей наплавленого металу, отриманого при індукційному нагріванні [Архівовано 19 серпня 2016 у Wayback Machine.] // Вісник ТДТУ. — 2009. — Т. 14. — № 1. — С. 46–55. — (механіка та матеріалознавство).
- Технологічні особливості відновлення спрацьованих залізничних коліс [Архівовано 16 жовтня 2013 у Wayback Machine.] / Шаблій О., Пулька Ч., Король О., Сенчишин В. // Вісник ТДТУ. — 2010. — Том 15. — № 2. — С. 101-110. — (машинобудування, автоматизація виробництва та процеси механічної обробки).

## Відзнаки
- Заслужений діяч науки і техніки України (1996),
- орденом «Знак пошани» (СРСР, 1986),
- орденом «За заслуги» III ступеня (2009)[3],
- Визнаний людиною року Кембріджським міжнародним бібліографічним центром в номінації «Наука» (1998),
- відзначений нагородою «Свята Софія» (2005),
- Почесний громадянин міста Тернополя.